# Chrastice (Staré Město)
Chrastice (deutsch Kratzdorf) ist ein Ortsteil der Stadt Staré Město in Tschechien. Er liegt drei Kilometer südwestlich von Staré Město und gehört zum Okres Šumperk.

## Geographie
Chrastice erstreckt sich im Südosten des Glatzer Schneegebirges rechtsseitig des Baches Chrastický potok in einem kleinen Seitental. Nördlich erhebt sich der Mlýnský vrch (Mühlberg, 689 m), im Nordwesten die  Velká Šindelná (Schindelberg, 1195 m)  und westlich der Souš (Steinberg, 1224 m). Im Südwesten liegen die beiden Sauberge. Östlich des Dorfes führt die Eisenbahnstrecke von Hanušovice nach Staré Město durch das Tal der Krupá.
Nachbarorte sind Štěpánov im Norden, Staré Město und Šléglov im Nordosten, Vikantice im Osten, Rudkov im Südosten, Habartice und Vysoké Žibřidovice im Süden, Vysoká im Südwesten, Bystřina im Westen sowie Hynčice pod Sušinou im Nordwesten. Westlich des Ortes liegt die Wüstung Cibulka (Cibulkafeld).

## Geschichte
Die erste schriftliche Erwähnung des Dorfes Grossdorf erfolgte 1325 im Zuge seiner Überlassung durch Hannß von Wustehube an das Kloster Kamenz. Nach den Hussitenkriegen kam das Dorf zur Herrschaft Goldenstein zurück. Im Jahre 1677 bestand Kratzdorf aus 39 Anwesen.
Nach der Aufhebung der Patrimonialherrschaften bildete Kratzdorf eine politische Gemeinde im Bezirk Mährisch Schönberg. 1880 hatte das Dorf 512 Einwohner und 1930 waren es 416.
Infolge des Münchner Abkommens wurde die Gemeinde 1938 dem Deutschen Reich zugeschlagen und gehörte bis 1945 zum Landkreis Mährisch Schönberg. 1939 hatte Kratzdorf 409 Einwohner. Nach dem Zweiten Weltkrieg erfolgte die Vertreibung der deutschen Bewohner.
1961 wurde Hynčice pod Sušinou eingemeindet und 1976 verlor Chrastice seine Selbstständigkeit und wurde zum Ortsteil von Staré Město.

## Ortsgliederung
Zum Ortsteil Chrastice gehört die Ansiedlung Hynčice pod Sušinou (Heinzendorf unter der Dürren Koppe).

## Sehenswürdigkeiten
- Kapelle der hl. Dreifaltigkeit
- Naturschutzgebiet Chrastický hadec, östlich des Dorfes